# Плитный фундамент
Плитный фундамент — вид фундамента для здания, в том числе для индивидуального дома, который представляет собой монолитную конструкцию из бетона/железобетона или сборный каркас из блочных элементов, на котором возводятся стены строения. Применяется в зонах с повышенными внешними нагрузками, высоком уровне грунтовых вод.

## Проектирование фундамента

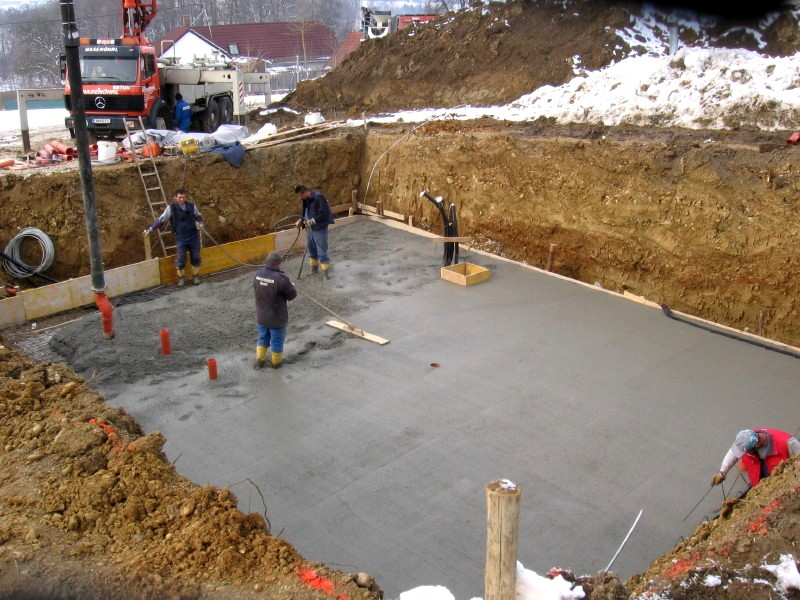
Строительство фундамента

При проектировании фундамента ведётся учёт веса и габаритов строения, характер грунта на участке и особенности гидрогеологической обстановки. Для предотвращения растрескивания  плиты от сил морозного пучения — когда замерзают и расширяются грунтовые воды и неравномерно воздействуют на какую либо часть фундамента,  рядом с ней обустраивается дренаж. Глубина заложения дренажа зависит от уровня и вида грунтовых вод. Основание плиты делается в виде подушки из песка и щебня, в некоторых случаях основанием может быть выровненный не нарушенный (не разрыхлённый) или уплотненный  грунт участка. Выбор основания фундамента и вида дренажа производится после геологических изысканий.
Для создания плитного фундамента необходимо:
- Правильно рассчитать нагрузки на основание в зависимости от проекта строения и условий на местности;
- Учесть характер и глубину промерзания грунта;
- На основании расчетов подобрать подходящую разновидность плитного фундамента;
- Применить бетон и арматуру, соответствующие требованиям строительных и проектировочных стандартов — ГОСТ и СНиП;
- Произвести расчеты глубины основания, учесть необходимость дополнительного укрепления;
- Спроектировать и создать дренажную систему и подушку между плитой и грунтом.

## Разновидности плитного фундамента
Плитное основание может иметь монолитную однородную структуру из бетона и армирование металлической арматурой для повышения прочности.
Плитный фундамент «плавающий» — незаглубленного типа представляет собой железобетонную плиту, расположенную на поверхности грунта. При смещениях грунта плита сохраняет целостность за счет подвижности, предотвращая повреждение конструктивных элементов строения. Недостатком этого типа основания принято считать отсутствие возможности обустроить подвальные помещения. В некоторых случаях плита может незначительно углубляться в грунт.
Заглубленный плитный фундамент формируется ниже уровня промерзания грунта, что позволяет создать в сооружении подвалы. Большое значение при выборе типа плитного фундамента имеет гидрогеологическая обстановка и вероятность изменения уровня грунтовых вод в зависимости от сезона. Проектирование плитного фундамента требует проведения геологических исследований на местности. В случаях, когда высока вероятность значительных воздействий на фундамент со стороны грунтовых вод и подвижного грунта, выполняется его дополнительное укрепление — в грунт под плитой забиваются уплотняющие сваи или используются буронабивные элементы.
Строительная практика допускает использование конструкции плитного фундамента рёбер жёсткости — усиливающих плиту продольных утолщений, расположенных под несущими стенами сооружения. Возможно расположение ребер жесткости выше или ниже плиты — в первом случае достигается более жесткое соединение с подушкой, во втором случае ребра жесткости могут использоваться как части цоколя здания. Это решение позволяет несколько уменьшить толщину плиты там, где на неё не приходятся максимальные нагрузки. Ребра жесткости в плитном фундаменте функционально аналогичны наложению на плиту ленточного фундамента.

## Достоинства и недостатки
- Плитный фундамент устойчив к внешним нагрузкам, не зависит от деформаций и неравномерных перемещений грунта[1].

- Высокая прочность.
- Многофункциональность. Конструктивно может применяться для цоколя или подвального помещения.
- Равномерно распределенные нагрузки от строения на грунт с малым удельным давлением из расчета на метр квадратный;
- Возможность создать прочное основание на проблемных грунтах, отличающихся высокой подвижностью;
- Возможность использования поверхности фундамента в качестве основы для пола в помещениях;
- Высокая долговечность и прочность монолита с армированием;
- Возможность возведения зданий в местах, где грунтовые воды расположены близко к поверхности земли, в условиях пучинистости грунта, на заболоченной местности, когда следует предотвратить деформацию основания.
- Высокая стоимость — конструкция обходится до 30-50% от общей стоимости коробки будущего дома[2].

## Применение
- Особенностью данного вида основы под постройку является возможность начинать строительство на участках с насыпным грунтом или в случаях, когда имеет место неравномерное сжатие почвы. Говоря о способности такого фундамента противостоять пагубному воздействию грунтовых вод, необходимо уточнить, что такая конструкция может выдерживать значительное гидростатическое давление. Конструкция плитного фундамента также хорошо справляется и с перемещением грунтов в любом направлении: вертикальном и горизонтальном.
- Благодаря высокой прочности допускается возводить постройки, которые будут оказывать ощутимые нагрузки, в частности, нередко строится плитный фундамент под кирпичный дом[3].

## Структура и элементы конструкции

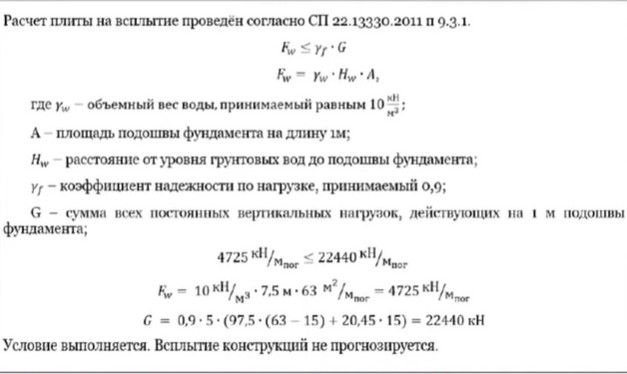
расчет плиты на всплытие

Плитный фундамент имеет сложную структуру, в которую входит несколько слоев бетона, гидроизоляция, металлическая арматура. Практически структура определяется особенностями местности и проекта сооружения в целом. При расчете плитного фундамента учитывается необходимость создания определенного запаса прочности плиты. Наиболее распространенное решение для плитного фундамента предполагает создание конструкции следующего вида: дренажный слой (подушка) из щебня и песка, утрамбованных и увлажненных во время насыпки; железобетонная плита с металлическим армированием (объемным); гидроизоляция.
Для получения прочной и соответствующей требованиям стандартов плиты основания используется бетонный раствор марки В22,5 (М300) и выше, морозостойкостью от F200 и водонепроницаемостью от W8. Армирование выполняется металлическим прутом диаметра не менее 12 миллиметров, соединенным методом связки прутьев или сваркой, для чего необходимо использование стали типа «С», с допустимым показателем текучести при сварке.
Непосредственно тело плиты фундамента формируется из нескольких слоев бетона, в одном из которых расположена стальная арматура, а поверх плиты уложена гидроизоляция. Особое внимание при монтаже фундамента и заливке бетона уделяется равномерности заполнения каркаса арматуры раствором.

## Фундамент «Шведская плита»
Для сооружения современных индивидуальных домов используется конструкция «Шведская плита» — малозаглубленный фундамент, под которым расположен слой утеплителя. При сооружении этого типа фундамента создается дренажная система, позволяющая отвести грунтовые воды от утеплителя, который не позволяет грунту пучиться и принимает на себя нагрузку от строения. В «шведскую плиту» на этапе монтажа встраиваются коммуникации и система обогрева «Теплый пол». Массив фундамента является и тепловым аккумулятором для дома.

## Стандарты, нормативные требования к плитному фундаменту
1. ГОСТ Р 54257-2010 — Надежность строительных конструкций и оснований.
2. СНиП 3.02.01.87 Земляные сооружения, основания и фундаменты.
3. СП 22.13330.2011 (СНиП 2.02.01-83*) Основания зданий — 8.13. При наличии чрезмерно пучинистых грунтов и значительной чувствительности зданий к неравномерным деформациям рекомендуется строить их на малозаглубленных и незаглубленных монолитных железобетонных плитных фундаментах, под которыми устраивают подушки из непучинистых материалов.
4. СП 50-101-2004 «Проектирование и устройство оснований и фундаментов зданий и сооружений»
5. «Руководство по проектированию плитных фундаментов каркасных зданий и сооружений башенного типа»
6. СНиП 52-01-2003 «Бетонные и железобетонные конструкции. Основные положения»
7. СП 63.13330.2012 Бетонные и железобетонные конструкции. Основные положения. Актуализированная редакция СНиП 52-01-2003
8. СП 52-101-2003 «Бетонные и железобетонные конструкции без предварительного напряжения арматуры»
9. Пособие к СП 52-101-2003
10. Пособие «Армирование элементов монолитных железобетонных зданий. Пособие по проектированию»
11. СНиП 3.03.01-87 «Несущие и ограждающие конструкции»